# بوب لينون
بوب لينون (بالإنجليزية: Bob Lennon)‏ هو لاعب كرة قاعدة أمريكي، ولد في 15 سبتمبر 1928 في بروكلين في الولايات المتحدة، وتوفي في 14 يونيو 2005 في ديكس هيلس في الولايات المتحدة.

## وصلات خارجية
- بوب لينون على موقعبيزبول رفرنس.كوم (الدوري الرئيسي) (الإنجليزية)
- بوب لينون على موقعبيزبول رفرنس.كوم (الدوري الثانوي) (الإنجليزية)
- بوب لينون على موقع جمعية أبحاث البيسبول الأمريكية (الإنجليزية)